# Когнітивна ономастика
Когнітивна ономастика — розділ ономастики, що займається вивченням власних назв у ментальному лексиконі, в мові мозку.
Когнітивна ономастика обмежується дослідженням мовних процесів на вході (невідомий раніше даній людині онім входить у її ментальний лексикон або твориться самою людиною) та на виході (онім виходить з ментального лексикону для спілкування в мовлення або зовсім з нього випадає, забувається). Розвитку когнітивної ономастики також істотно допомагають розмаїті експерименти з власними назвами і особливо — формування асоціативних полів, встановлення асоціативного значення слова (з упорядкуванням та аналізом асоціативних словників). Чинним засобом є спостереження і особливо самоспостереження (тут особливо цікавими виявляються спостереження в сфері пам'яті і, відповідно, забування).
Проблеми когнітивної ономастики:
1. буття власних назв у ментальному лексиконі;
2. форми концептуалізації власних назв;
3. форми та функції онімічних концептів у мові мозку;
4. способи організації онімічних концептів у онімічні фрейми на ґрунті уніфікованих конструкцій знань про їх зв'язки з позамовними носіями;
5. розмежування онімічних фреймів відповідно до розмежування їх денотатів;
6. розмежування онімічних фреймів на індивідуальні та загальномовні і шляхи такого розмежування;
7. обґрунтування концентричної організації індивідуальних онімічних фреймів та етноцентричної й радіальної організації загальномовних онімічних фреймів;
8. асоціативний характер семантичного наповнення онімічних концептів;
9. встановлення типів асоціативної ідентифікації онімічних концептів;
10. віднайдення шляхів для роботи з усіма цими проблемами і зрештою — до їх роз'вязання чи принаймні певного висвітлення, тобто, інакше кажучи, побудова методики, методів дослідження в когнітивній ономастиці.

Як і взагалі ономастика є дуже специфічною сферою в складі мовознавства, так і когнітивна ономастика виявляє багато своєрідності у межах когнітивної лінгвістики завдяки таким фундаментальним специфічним прикметам онімів, як:
1. їх величезна кількість (власних назв у кожній мові є мінімум у тисячу разів більше, ніж загальних);
2. їх однореферентність (кожна власна назва має тільки одного носія) та 3) відсутність у них семантичного дна (власна назва не виражає поняття, а отже й не має семантичних обмежень: уся інформація про денотат охоплюється його назвою, що слугує фактично завжди заголовком усього семантичного обсягу даного конкретного денотата).

Засади існування та поєднання онімійних концептів у ментальному лексиконі позначаються терміном фрейм, який, подібно терміну концепт, має багато різнотлумачень, але для ономастичних потреб найпридатнішою видається теорія Чарлза Філлмора, який розуміє фрейми як поняттєві основи, поняттєві структури, що є засобами організації досвіду й інструментами пізнання.
Спираючись на ономастичні традиції, виділяємо відповідно до розряду денотатів, що номінуються, дев'ять фреймів:
1. антропонімійний фрейм (об'єднує іменування людей)
2. топонімійний фрейм (сукупність власних географічних назв)
3. теонімійний фрейм (власні назви богів, божеств, розмаїтих демонів)
4. ергонімійний фрейм (власні назви різних виробничих, суспільних, ідеологічних, конфесійних об'єднань людей)
5. зоонімійний фрейм (клички тварин)
6. космонімійний фрейм (власні назви природних космічних об'єктів та частин їх поверхні)
7. хрононімійний фрейм (власні назви подій, часових відрізків)
8. хрематонімійний фрейм (власні назви матеріальних предметів, що, на відміну від географічних об'єктів, не є елементами земної поверхні і можуть змінювати своє місцеположення)
9. ідеонімійний фрейм (власні назви духовних предметів — творів письменників та інших митців).